# Antifonario

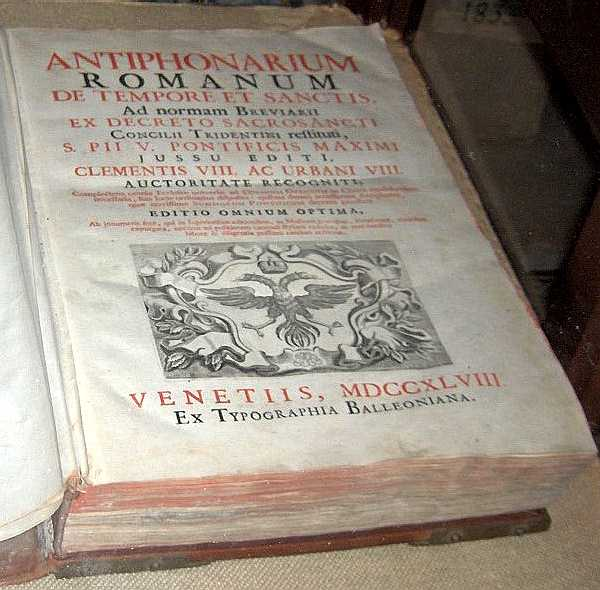
Antifonario della chiesa di San Francesco a Évora (Portogallo)

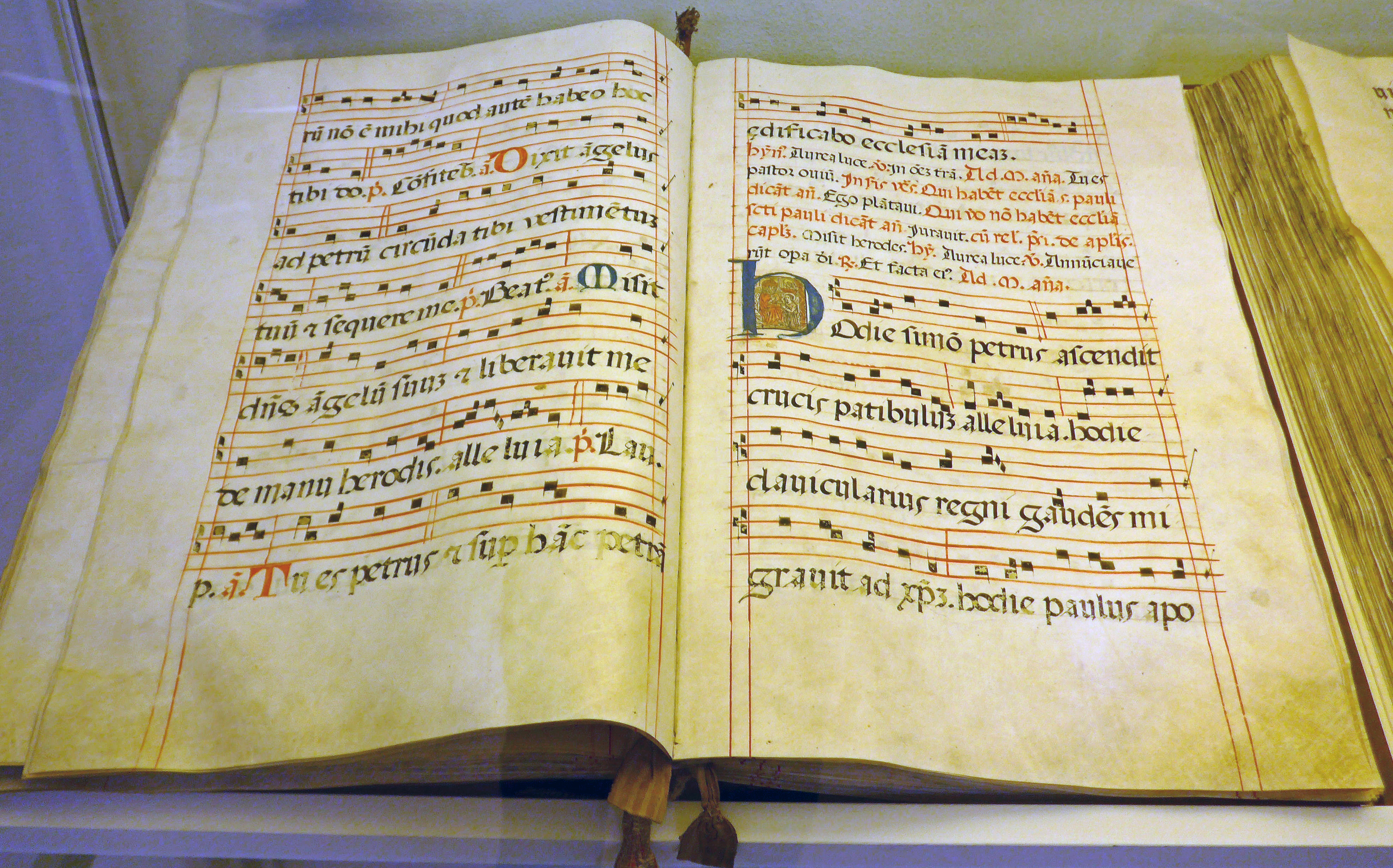
Giovanni Bartolomeo Corsini, Antifonario, 1526, MAST Castel Goffredo.

Un antifonario (da antiphona, «antifona», ripetizione di un salmo) è un libro liturgico cattolico usato per le ore canoniche.
A differenza del breviario, l'antifonario contiene le parti cantate della liturgia, in notazione neumatica, e non contiene le letture.